# Livores Mortis
Livores Mortis (v překladu z latiny posmrtné skvrny) je česká hudební skupina hrající atmosférický doom/death metal. Kapela vydala tři studiová alba (první v roce 1998), kterým předcházelo jedno demo. Poslední album z roku 2003 je nazpívané anglicky, předchozí tvorba i latinsky a česky.

## Diskografie
Demo nahrávky
- Moonfrost (1996)

Studiová alba
- Vivere Militare Est (CD 1998)
- Imperium Equilibrium (CD 2000)
- The Garden of Emotion (CD 2003)